# Дейзи Джонс и The Six
«Дейзи Джонс и The Six» (англ. Daisy Jones & The Six) — псевдобиографический мини-сериал, основанный на одноимённой книге Тейлор Дженкинс Рид. Хотя сюжет проекта подаётся в документальном стиле, включая фоновые интервью с группой, он представляет собой вымышленную историю (на примере среза конкретной эпохи — 1970-х) о музыкальном коллективе. Премьера сериала состоялась 3 марта 2023 года на Amazon Prime Video.

## Сюжет
Сюжет «Дейзи Джонс и The Six» рассказывает о «рок-группе из 1970-х, от её первого появления на музыкальной сцене Лос-Анджелеса до того, как она стала одним из самых легендарных коллективов в мире, и исследует причину её распада на пике успеха». Сюжет основан на одноименной книге Тейлор Дженкинс Рид, которая, по словам писательницы, отчасти автобиографична (отражает её собственное взросление), а также частично вдохновлена биографией группы Fleetwood Mac.

## В ролях
- Райли Кио — Дейзи Джонс
- Камила Морроне — Камилла Данн
- Сэм Клафлин — Билли Данн
- Сьюки Уотерхаус — Карен Сирко
- Джош Уайтхаус[англ.] — Эдди Раундтри
- Том Райт[англ.] — Тедди
- Жаклин Обрадорс — Люсия
- Тимоти Олифант — Род

## Производство
Первая информация о сериале появилась 25 июля 2019 года. Сценаристами проекта были назначены Скотт Нойштадтер и Майкл Х. Вебер, которые также должны выступили в качестве исполнительных продюсеров шоу, напряду с Риз Уизерспун и Лорен Нойстадтер. Автор книги, Тейлор Дженкинс Рид, также получила должность одного из продюсеров. Среди компаний фигурирующих в производстве проекта, числились Hello Sunshine, Circle of Confusion и Amazon Studios.
В середине ноября 2019 года было объявлено, что главные роли получили Райли Кио и Камила Морроне. В феврале 2020 года к актерскому составу сериала присоединились Сэм Клафлин, Сьюки Уотерхаус, Набия Бе, Уилл Харрисон, Джош Уайтхаус и Себастьян Чакон. В октябре 2021 года подтвердилось участие в проекте Тома Райта и Жаклин Обрадорс. В ноябре следующего года стало известно, что в сериале также сыграет Тимоти Олифант. Съёмки шоу проходили с сентября 2021 года по май 2022-го, премьера состоялась 3 марта 2023 года на Amazon Prime Video.

## Отзывы
Рейтинг сериала на сайте-агрегаторе рецензий Rotten Tomatoes составляет 70% со средним оценкой 6,7/10, на основе 105 обзоров. Консенсус критиков гласит: «Телеадаптация не дотянула до уровня книги, но яркий дуэт Райли Кио и Сэма Клафлина придаёт сериалу достаточно живости, чтобы время от времени срывать аплодисменты». На сайте Metacritic рейтинг проекта составляет 62 балла из 100 на основе 33 рецензий, что приравнивается к «в целом положительному» статусу.